# Salug
Salug è una municipalità di terza classe delle Filippine, situata nella Provincia di Zamboanga del Norte, nella regione della Penisola di Zamboanga.
La municipalità è stata creata nel 1959 con parte del territorio della municipalità di Liloy.
Salug è formata da 23 baranggay:
- Bacong
- Balakan
- Binoni
- Calucap
- Canawan
- Caracol
- Danao
- Dinoan
- Dipolod
- Fatima (Pogan)
- Ipilan
- Lanawan

- Liguac
- Lipakan
- Mucas
- Pacuhan
- Poblacion (Salug)
- Poblacion East
- Pukay
- Ramon Magsaysay
- Santo Niño
- Tambalang
- Tapalan